# Elkán György (orvos)
Elkán György (Budapest, 1934. március 10. – 2011. december 29.) magyar gyermekgyógyász.

## Életpályája
Elkán László (1905–1943) magántisztviselő és Beck Erzsébet (1903–1986) fiaként született zsidó családban. Apja munkaszolgálatosként eltűnt a keleti fronton. Nővére Elkán Mária (1930–1946). Nagybátyja Elkán Gyula, korának ismert szűcsmestere. Évtizedeken át családja tulajdonolta a Csillaghegyi Árpádfürdőt.
A Budapesti Orvostudományi Egyetemen (BOTE) 1958. szeptember 27-én cum laude minősítéssel avatták orvosdoktorrá. Tanulmányai mellett társadalmi munkákat is végzett. Dolgozott a BRFK Gyermekvédelmi Osztályán, majd az Országos Gyermek- és Ifjúságvédelmi Tanácsban is. Ezen feladatok végzése során megismerte az ország valamennyi bentlakásos gyermekintézményét. Ezek egészségügyi ellátásának felmérését végezte, szükségleteit vizsgálta.
1958-ban, az egyetem befejezése után a BOTE, illetve SOTE I. sz. Gyermekklinikáján kapott gyakornoki állást és itt dolgozott 1974 júniusáig, mely idő alatt csecsemő- és gyermekgyógyász, valamint gyermekpszichiátriai szakképesítést szerzett.
1974-től a Heim Pál Kórház Gyermekotthoni Osztályának főorvosa volt 30 éven át, feladata a főváros gyermekotthonain belüli egészségügyi ellátás megszervezése volt. Nagy szerepe volt a megfelelő szervezeti keretek kialakításában. Mint orvos, mindegyik intézményvezetővel szoros, szinte napi kapcsolatot tartott fenn.
A Kozma utcai izraelita temetőben nyugszik.

## Díjai, elismerései
- Budapestért díj (1994)[9]
- Szerepel a Fővárosi TEGYESZ által gondozott Gyermekvédelmi Arcképcsarnokban.

## Emlékezete
Orbán Ottó költő 1973-ban Kati-patika kötetében a Begfázás című versében említi:

„ilyen por meg olyan por,

maga Elkán György doktor,

aki mint egy nyájas sátán

kopogtat a Kati hátán”